# Paul Balta
Paul Balta (24 de marzo de 1929-27 de enero de 2019) fue un periodista y escritor francés.

## Biografía
Su bisabuelo materno, libanés de rito griego católico, emigró a Egipto donde se casó con una copta ortodoxa. Por vía paterna, su abuelo era un grecochipriota ortodoxo que emigró a Francia y se casó con una francesa católica. Paul Balta nació en Alejandría, Egipto, el 24 de marzo de 1929, donde vivió hasta los dieciocho años. Cursó primaria y secundaria en el Saint Marc College de esta ciudad. Después de un curso preparatorio en el liceo Louis-le-Grand, decidió hacerse periodista. De 1970 a 1985, fue el «especialista en Oriente Medio y Magreb» del periódico Le Monde. De 1987 a 1994, dirigió el Centro de Estudios del Oriente Contemporáneo de la Universidad Sorbona Nueva-París 3.